# 대구용계초등학교
대구용계초등학교는 대한민국 대구광역시 달성군에 있는 초등학교이다.

## 연혁
- 1944-03-20 설립인가
- 1944-04-15 용계동 동사무소에 용계국민학교로 개교
- 1947-03-01 대구가창초등학교 학생 분산수용(1~3학년)
- 1963-03-01 분교실 인수(구 가창중학교 교사 인수)
- 1964-10-01 용계국민학교 오동분교장 설립
- 1977-10-30 대한중석 기탁금으로 도서관 신축
- 1980-03-01 경상북도교육청 지정 ‘새교육체제’ 시범학교(2년)
- 1981-10-14 정대국민학교가 본교 분교장으로 흡수(3개 학급 복식)
- 1983-08-20 해태상, 모자상 건립
- 1985-03-01 특수학급 1개 학급 설치
- 1986-03-01 경상북도교육청 지정 ‘교육방송’ 시범학교(2년)
- 1987-03-09 병설유치원 1학급 개원
- 1989-03-01 오동분교장 폐교
- 1994-03-01 경상북도교육청 지정 ‘학력관리’ 지역중심학교(1년)
- 1994-03-01 정대분교장 폐교(통학버스 운행)
- 1995-03-01 대구광역시교육청 소속 대구용계국민학교로 교명 변경
- 1995-03-29 학교급식 전교생 실시
- 1996-02-17 제47회 졸업식(195명, 총 6,365명)
- 1996-03-01 31학급(특수 1학급 포함), 병설유치원 1학급 편성
- 1996-03-01 대구용계초등학교로 교명 변경
- 1997-02-20 제48회 졸업식(205명, 총 6,570명)
- 1997-03-01 교육부지정 ‘열린교육’ 시범학교 지정(2년)
- 1997-03-01 30학급(특수 1학급 포함), 병설유치원 1학급 편성
- 1997-05-27 기상대, 암석원, 연못 및 분수대 설치
- 1997-06-03 시범학교 운영 보고회(1차 공개)
- 1997-06-13 본관 동·서편 급수대(2곳) 설치
- 1998-02-15 제49회 졸업식(175명, 6,745명)
- 1998-03-01 29학급(특수 1학급 포함), 병설유치원 1학급 편성
- 1998-04-02 도서실 설치
- 1998-05-28 시범학교 운영 보고회(전국 2차 공개)
- 1999-02-15 운동장 스프링클러 설치
- 1999-02-19 제50회 졸업식(153명, 총 6,898명)
- 1999-03-01 28학급(특수 1학급 포함), 병설유치원 1학급 편성
- 2000-02-19 제51회 졸업식(175명, 총 7,073명)
- 2000-02-26 서편옥상 방수 및 본관물탱크 교체공사
- 2000-03-01 29학급(특수 1학급 포함), 병설유치원 1학급 편성
- 2000-08-29 본관 옥상 방수공사
- 2000-08-30 새콤 재설치
- 2000-09-09 학교 소방시설 공사
- 2000-10-25 본관 버티컬 공사
- 2001-02-20 제52회 졸업식(179명, 총 7,252명)
- 2001-03-01 대구광역시교육청 지정 ‘독서교육’ 시범학교
- 2001-03-01 30학급(특수 1학급 포함), 병설유치원 1학급 편성
- 2001-12-14 디지털 도서관 개관
- 2002-02-20 제53회 졸업식(182명, 총 7,434명)
- 2002-03-01 30학급(특수 1학급 포함), 병설유치원 1학급 편성
- 2002-06-11 교사 외부 도장 공사
- 2002-08-20 본관 교실 칠판 및 게시판 개체
- 2002-09-10 운동장 조례대, 교문, 담장 개체
- 2003-02-03 급식기구 교체(식기세척기, 건조기)
- 2003-02-13 제54회 졸업식(174명, 총 7,608명)
- 2003-03-01 대구광역시교육청 지정 ‘독서교육’ 준거학교(1년)
- 2003-03-01 34학급(특수1학급 포함), 병설유치원 1학급 편성
- 2003-03-24 신관교실 기자재(프린터기, 통합교탁) 구입
- 2003-06-09 체육시설 공사
- 2003-07-21 급식소 취사기 2대 구입
- 2004-02-13 제55회 졸업식(185명, 총 7,793명)
- 2004-03-01 32학급(특수 1학급 포함), 병설유치원 1학급 편성
- 2005-02-18 제56회 졸업식(193명, 총 7,986명)
- 2005-03-01 34학급(특수 1학급 포함), 병설유치원 1학급 편성
- 2005-05-13 교사 내·외부 도장 공사
- 2005-05-16 방송실 방송시설 개선 공사(구내방송제어기기 등)
- 2010-08-13 제39회 전국소년체육대회 육상 남초 400mR 금메달 수상
- 2013-05-26 제42회 전국소년체육대회 육상 남초 800m, 여초 80m 금메달 수상
- 2014-02-03 개학식
- 2014-02-13 대구교육대학교 교육실습 대용부설학교 지정(3년간)
- 2014-02-14 제65회 110명 졸업(총 졸업생 9,262명)
- 2014-03-01 26학급(특수 1학급 포함), 병설유치원 2학급 편성
- 2014-03-03 2014학년도 시업식, 입학식(남43, 여33 계76명), 병설유치원 입원식(28명)
- 2014-05-25 제43회 전국소년체육대회 육상 남초 800m 동메달 수상
- 2015-02-16 제66회 109명 졸업(총 졸업생 9,372명)
- 2015-03-02 2015학년도 시업식, 입학식(남40,여22,계62명), 병설유치원 입원식(30명)
- 2015-05-31 제44회 전국소년체육대회 육상 여초 200m,100m,400mR 금,은,동메달 수상
- 2016-01-21 2015 전국 100대 교육과정 우수학교 선정
- 2016-02-04 제 67회 졸업식(총 졸업생: 9,468명)
- 2017-05-27 제46회 전국소년체육대회 육상 옃메달400mR 금상
- 2018-02-09 제 69회 졸업식(총 졸업생: 9,623명)
- 2019-02-01 제 70회 졸업식(83명)(총 졸업생: 9,706명)
- 2019-03-01 2019~2020 대구광역시교육청 특수교육(통합교육) 정책연구학교 지정
- 2020-02-13 제 71회 졸업식(73명)(총 졸업생: 9,779명)
- 2021-01-08 제 72회 졸업식(54명)(총 졸업생: 9,833명)
- 2022-02-11 제73회 졸업식(59명)(총 졸업생: 9,892명)
- 2023-01-10 제74회 졸업식(80명)(총 9,972명)
- 2023-02-21 공간혁신사업 완료(유치원, 1, 2학년)
- 2023-03-01 제29대 김주경 교장 취임
- 2023-04-20 2023 달성교육청교육장배육상대회 남자부 종합2위(교육장 표창)
- 2023-10-24 제 24회 달성국악경연대회 최우수상 수상(교육장 표창)
- 2023-11-01 그린스마트 미래학교 본관 개축공사(2025.03.25. 완공예정)
- 2023-12-08 2023학년도 메이커교육 우수학교(교육감 표창)
- 2023-12-21 2023 학교폭력예방 우수학교(교육감 표창)
- 2024-01-05 제75회 54명 졸업(총 졸업생 10,026명)
- 2024-03-01 20학급(특수 1학급 포함), 병설유치원 2학급 편성